# Герб Жмудського староства
Герб Жмудського староства (пол. Herb Starostwa Żmudzkiego) — офіційний символ Жмудського староства Великого князівства Литовського.
В 1411 році, після успішної війни ВКЛ з Тевтонським орденом, за Першим Торунським миром Жмудь увійшла до складу ВКЛ. З 1419 року в Жмуді Великим князем Литовським призначається староста, хоча офіційно вона продовжувала залишатися князівством.

## Опис
У червоному полі здиблений чорний ведмідь зі срібним (іноді зображався золотим) нашийником.

## Історія
У ВКЛ існували легенди про династію Палемоновичів, які пов'язують появу ведмедя Жмуді з прізвищем одного з родів, що переселилися з Італії — Урсінус (лат. ursus), що означає «ведмідь», або «ведмедевий». У Грюнвальдській битві 1410 року і на церковних зборах в Констанці 1415 року жмуди виступали без свого герба, і просили Вітовта дозволу користуватися його символами.
У 1584 році герольд Бартош Папроцький вперше дає опис герба Жмуді: у червленому полі чорний ведмідь із білим ланцюгом на шиї.
Ведмідь, що стоїть на чотирьох лапах, на Smoleghne великого князя литовського Вітовта, раніше вважався гербом Жмуді, виявився гербом Смоленського князівства, оскільки на багатьох печатках Великих князів Сигізмунда Старого, Олександра, Сигізмунда Августа над ведмедем написано Smoleghne, тобто «Смоленський».
На великому гербі Російської імперії також зображувався «герб Самогітський»: у золотому полі «чорний, що здиблений на задніх лапах, ведмідь, із червленими очима та язиком».

## Галерея

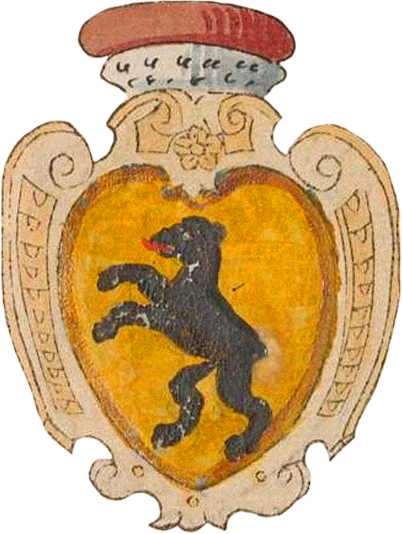
Герб князівства. Близько 1586 року
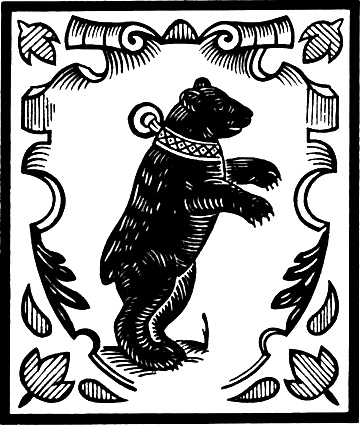
Герб із гербовника Бартоша Папроцького
З гербовника Каспера Несецького
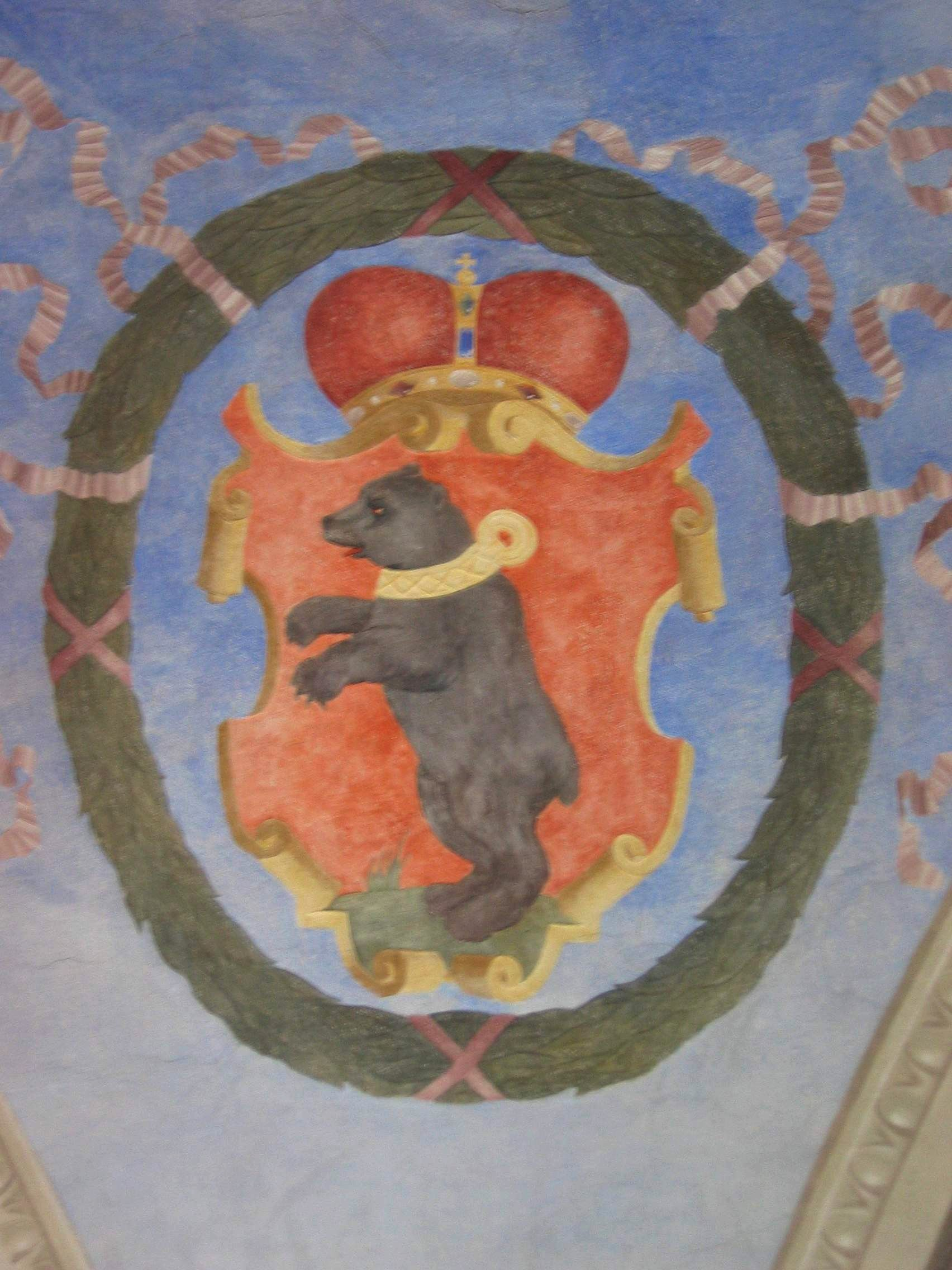
Герб у Посольській залі Королівського замку Варшава.
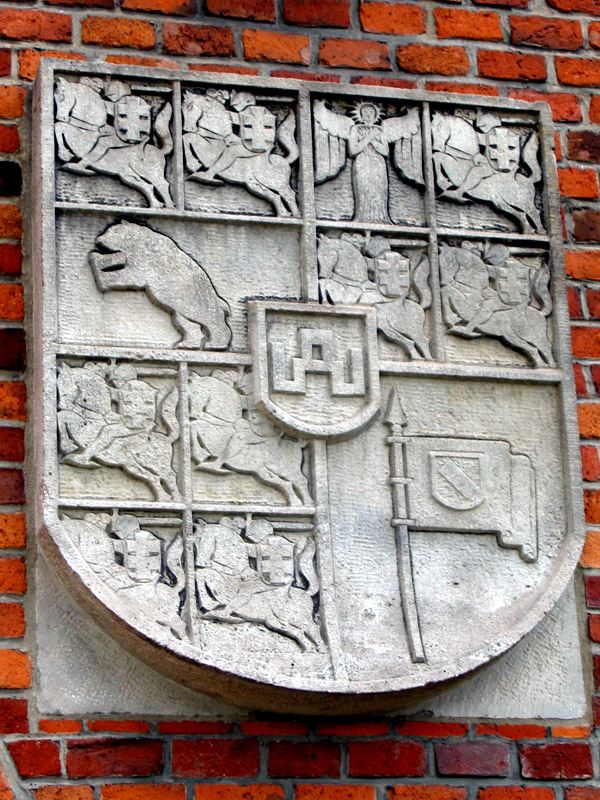
Вавельський замок у Кракові
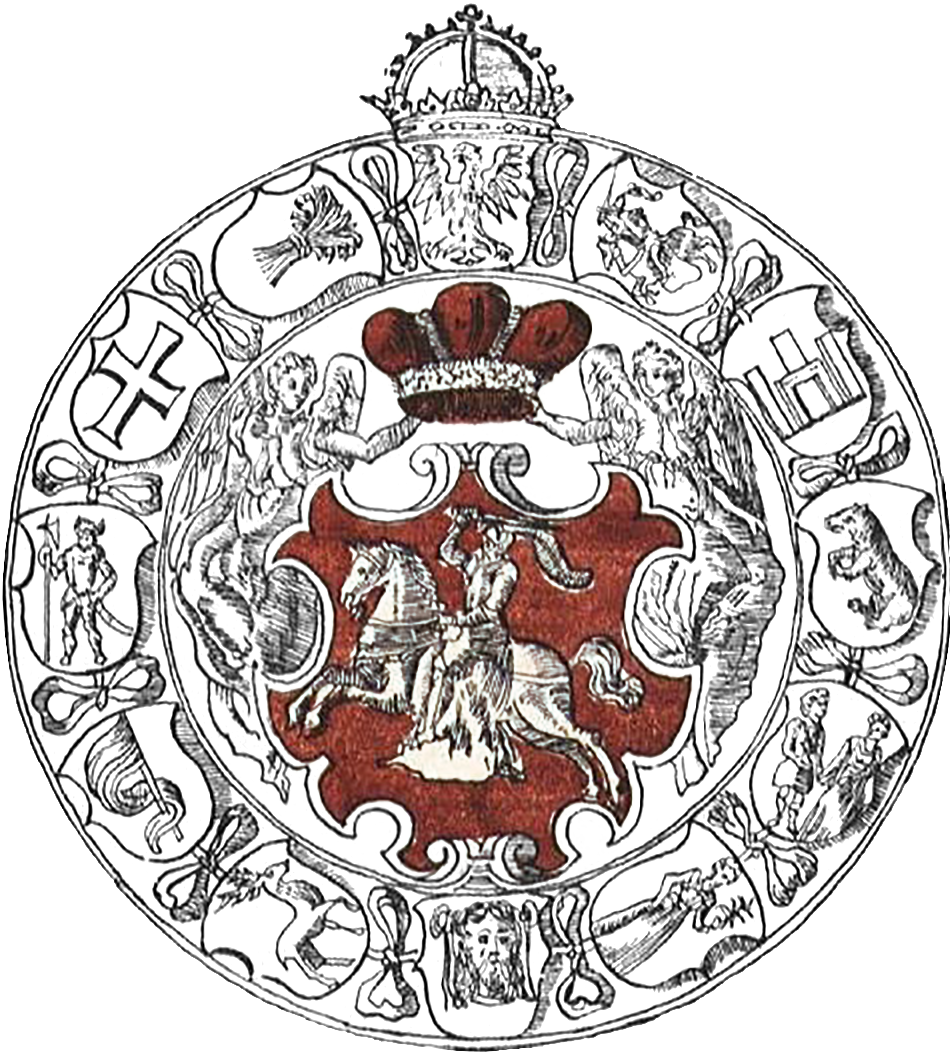
Великий герб ВКЛ на обкладинці Віленського виданняСтатуту. 1614
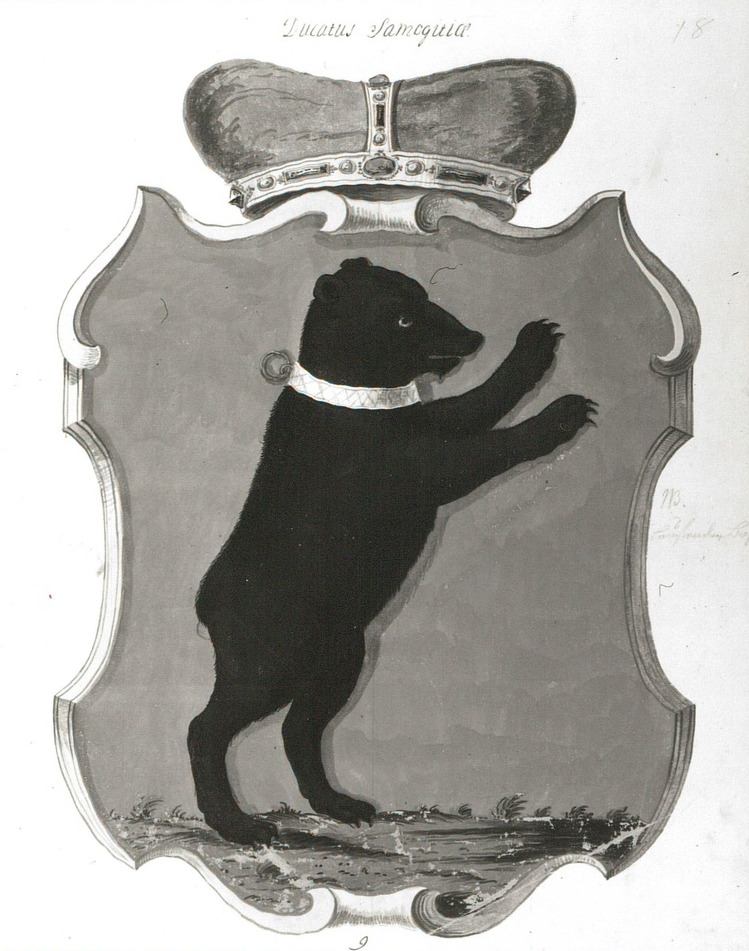
Малюнок 1720 року
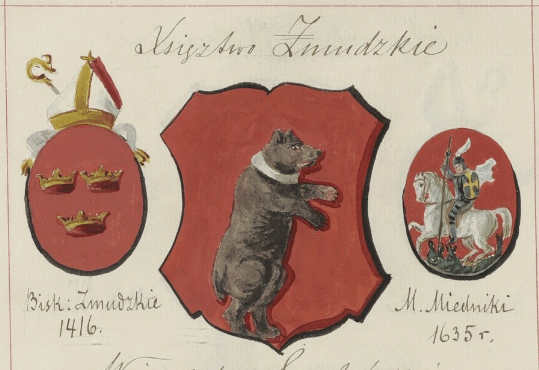
Герб Жмудського князівства, єпископства та міста Мідники, 1900
З Великого герба Російської імперії 1882 року